# Jean-Pierre d’Abbadie
Jean-Pierre d’Abbadie (* um 1537 in Maslacq, Département Pyrénées-Atlantiques; † Anfang Mai 1609) war ein französischer Geistlicher und ab dem 4. Juni 1599 bis zu seinem Tod Bischof von Lescar. In dieser Eigenschaft widmete er sich vor allem der völligen Wiederherstellung der katholischen Kirche in Béarn.

## Leben

### Abstammung; frühe Laufbahn
Jean-Pierre d’Abbadie gehörte einer Adelsfamilie des Béarn an, die mit der Familie des späteren Erzbischofs Pierre de Marca verwandt war und über größere territoriale Besitztümer verfügte. Ihre Mitglieder bekleideten wichtige administrative und gerichtliche Ämter. Der Vater von Jean-Pierre d’Abbadie war Bertrand d’Abbadie, der die Funktionen eines Laien-Abts von Maslacq, Maître des requêtes des Königs von Navarra und Mitglied des souveränen Rats von Béarn ausübte. Die Mutter von Jean-Pierre d’Abbadie hieß Jeanne de Florence. Er selbst trat relativ spät in den geistlichen Stand ein und spielte zur Zeit der von der Königin von Navarra, Jeanne d’Albret, angeordneten Verfolgung der Katholiken des Béarn, die von 1563 bis 1572 dauerte, nur eine geringe Rolle. Dennoch hielt er in dieser Zeit an seinem katholischen Glauben fest. Eine seiner Schwestern heiratete hingegen einen Protestanten und konvertierte zur reformierten Religion. Nach dem Tod von Jeanne d’Albret trat Abbadie 1573 als Berater und Maître des requêtes in die Dienste des neuen navarresischen Königs, der 1589 als Heinrich IV. den französischen Thron bestieg und Abbadie 1601 in einem Schreiben für dessen ihm erwiesenen Leistungen lobte.
Abbadie heiratete 1581 Bernarde de Luger, Erbin der Herrschaft Saint-Castin bei Morlaàs, trat in die Stände von Béarn ein und erscheint seither häufig in offiziellen Urkunden unter der Bezeichnung als Herr von Saint-Castin. Aus seiner Ehe gingen drei Kinder hervor, von denen eines den bis ins 18. Jahrhundert blühenden Familienzweig der Abbadie de Saint-Castin begründete.
Nach dem Übertritt König Heinrichs IV. zur katholischen Religion (Juli 1593) gehörte Abbadie zu den Anführern der zu einer Minderheit geschrumpften Katholiken des Béarn. Diese befanden sich weiterhin in einer schwierigen Lage, da Katholiken von allen Ämtern ausgeschlossen waren, die von Jeanne d’Albret gegen sie angeordneten Maßnahmen noch immer galten und die Ausübung ihres öffentlichen Gottesdienstes bestraft wurde. Auch waren ihre Kirchengüter beschlagnahmt und teilweise verkauft worden. Zahlreiche Adlige und Angehörige des oberen Bürgertums des Béarn hatten unter dem auf sie ausgeübten Druck den protestantischen Glauben angenommen und Kirchengüter erworben. Die standhaft gebliebenen Katholiken hatten von der durch die Calvinisten beherrschten und u. a. durch die Stände repräsentierten Staatsmacht nichts zu erwarten. Daher wollte Abbadie nicht die im August 1594 von einigen Katholiken vor den Ständen des Béarn dargelegten Forderungen unterstützen. Im Dezember 1594 stimmte er zu, sich beim König für die Wiederzulassung der katholischen Religion im Béarn einzusetzen. Falls er seine Mission durchführte, blieb sie ergebnislos. Um 1598 wurde er Witwer und ließ sich zum Priester weihen.
Das Edikt von Nantes (April 1598) war in Béarn nicht anwendbar, doch zeigten sich die dortigen Stände nun gegenüber den Katholiken wohlwollender. Im Mai 1598 ernannten sie Abbadie als Katholik zum Mitglied einer an Heinrich IV. abgeschickten Delegation. Nach der Weigerung des Königs, die Gesandten zu empfangen, verfasste Abbadie im Auftrag der Stände des Béarn ein Entschuldigungsschreiben, das er nach Paris überbringen sollte. Das am 15. April 1599 von Heinrich IV. erlassene Edikt von Fontainebleau, an dessen Ausarbeitung der zu dieser Zeit am französischen Hof anwesende Abbadie wohl mitgewirkt hatte, gewährte den Katholiken in zwölf Pfarreien des Béarn freie Religionsausübung und den Bischöfen von Lescar und Oloron eine Pension. Katholiken durften auch wieder öffentliche Ämter bekleiden, doch wurden ihnen nicht alle Kirchengüter zurückgegeben. Die Kathedrale von Lescar blieb wie die meisten Kirchen des Béarn in der Hand der Calvinisten. Heinrich IV. setzte sich indessen für die Rekatholisierung des Béarn ein. Das Bistum Lescar war seit dem Rücktritt seines letztem Bischofs Jean V. im Jahr 1590 vakant, und Abbadie wurde am 4. Juni 1599 auf Vorschlag des Kardinals François de Joyeuse zu Jeans Nachfolger ernannt. Im gleichen Jahr wurde Arnaud IV. de Maytie Bischof von Oloron, der zweiten Diözese des Béarn.

### Bischof von Lescar
Die beiden neuen Bischöfe im Béarn, Jean-Pierre d’Abbadie und Arnaud IV. de Maytie, bemühten sich zunächst, König Heinrich IV. zu einer durchgreifenden Anwendung des Edikts von Fontainebleau gegen protestantischen Widerstand sowie zu noch größeren Zugeständnissen zu bewegen. Sie selbst versuchten u. a. durch Predigten die Rekatholisierung des Béarn voranzutreiben. Heinrich IV. stand ihren Bemühungen wohlwollend gegenüber, wollte es aber wegen der Religionsfrage nicht in einen offenen Konflikt mit den Ständen sowie den Adligen des Béarn, die mancherlei katholische Kirchengüter erworben hatten, geraten. Abbadie erhielt lange nur ein bescheidenes Salär von 3000 Livres und musste in einem Dorf leben, das weit entfernt von seinem nach Louvigny verbannten Domkapitel und von seiner Kathedrale lag. Im August 1599 zelebrierte er in Coarraze die erste legale Messe seit mehreren Jahren im Béarn. Die dortigen Stände wollten ihn vielleicht nicht als Bischof anerkennen und bezeichneten ihn weiterhin als Herrn von Saint-Castin. Im September 1599 hielt er sich wieder am französischen Hof auf.
Im Oktober 1600 reisten Abbadie und Bischof Arnaud de Maytie nach Chambéry und baten dort den französischen König um die Rückgabe aller von Jeanne d’Albret beschlagnahmten Kirchengüter. Diese Forderung lehnte Heinrich IV. ab. Die Bischöfe folgten ihm im Januar 1601 nach Lyon und erreichten, dass er zumindest den Schutz ihrer geistlichen Gerichtsbarkeit vor den Übergriffen des souveränen Rats von Béarn versprach. Heinrich IV. nahm sie sogar im Juni 1601 in seinen Kronrat von Navarra auf. Der durch das Edikt von Fontainebleau erlaubte Rückkauf von Kirchengütern löste neue Probleme aus. 1605 erreichten die Bischöfe mit Unterstützung der Generalversammlung des französischen Klerus, dass calvinistische Adlige, die das Patronatsrecht über vakante Pfarrstellen ausübten, katholische Amtsinhaber für deren Besetzung vorschlagen mussten. Gleichzeitig wurde die Erlaubnis zur Abhaltung katholischer Gottesdienste auf mehrere größere Städte und Dörfer des Béarn ausgeweitet. Wegen des mancherorts geübten Widerstands gegen die Durchführung dieses Erlasses reisten die Bischöfe erneut an den Hof, doch der König beschwerte sich im Juli 1605 brieflich über ihre hartnäckig wiederholte Rückforderung der konfiszierten Kirchengüter.
1607 hielten sich Abbadie und Bischof Arnaud de Maytie noch immer bei Hof auf, ohne beim König Gehör zu finden. Als Heinrich IV. 1608 jenen Bischöfen, die nicht aus dem Béarn stammten, ihre dortigen konfiszierten Kirchengüter rückerstattete, verlangten Abbadie und sein Bischofskollege erneut energisch die Rückgabe auch ihrer Güter. Doch der König erwiderte ihnen verärgert, dass sie besser daran täten, in ihren Kirchen zu predigen als ihm ständig mit ihren Forderungen in den Ohren zu liegen.
Um seine Reisen an den Hof zu finanzieren, verlangte Abbadie von den Pfarrern seines Bistums eine Beteiligung an den dafür anfallenden Kosten; und er ließ laut einer im Archiv des Département Pyrénées-Atlantiques aufbewahrten Urkunde Pfarrer im Weigerungsfall inhaftieren. Er erhielt auch Zuschüsse durch Versammlungen des Klerus. Als die Kleriker in Paris zusammentraten, unterstützten sie auf Vorschlag des Kardinals Sourdis im Mai 1608 den Bischof von Lescar wegen dessen Krankheit und der Notlage, in der er in dieser Stadt verweilen musste.
Seine häufigen Gesuche bei Hof nahmen offenbar einen Großteil von Abbadies Amtszeit als Bischof in Anspruch. Durch seine Predigten übte er eine große persönliche Wirkung aus, wie ein zeitgenössischer Autor, der Kanoniker Bordenave, überlieferte. Abbadie unterstützte die Ansiedlung der Jesuiten im Béarn. Es waren aber vor allem die Barnabiten, welche die Rekatholisierung im Béarn durchführten. An ihrer Spitze stand ein persönlicher Freund Abbadies, der Pater Colom, dem diese religiöse Mission 1608 anvertraut wurde. Er konnte rasche Erfolge feiern. Die Protestanten leisteten Widerstand und störten damals laut dem Historiker Poeydavant eine von Abbadie in Lescar geleitete Fronleichnam-Prozession. Der Bischof zog sich aus Sicherheitsgründen nach Pau zurück, wo er Pierre de Marca im September 1608 die Tonsur schnitt. Bald danach begab er sich wieder nach Paris und setzte dort seine Bemühungen um die Rückgabe seiner Kathedralkirche fort. Im März 1609 gab Heinrich IV. endlich Abbadies Gesuch statt und erlaubte auch den Wiedereinzug von dessen Domkapitel in die Kathedrale von Lescar. Der Bischof erlebte die Umsetzung dieser Maßnahmen nicht mehr. Er war schwer erkrankt und kehrte in einem bedenklichen Gesundheitszustand nach Béarn zurück. Am 18. April 1609 setzte er sein Testament auf und starb kurz darauf, wobei ihm der Pater Colom in seinen letzten Stunden geistlichen Beistand leistete. Gemäß seinem letzten Willen wurde er in der Kirche von Saint-Castin beigesetzt.